# Mesnil-sous-les-Côtes
Mesnil-sous-les-Côtes ist ein Ortsteil und eine ehemalige französische Gemeinde im Département Meuse in der Region Grand Est.

## Geschichte
Im Jahr 1977 fusionierten die bis dahin eigenständigen Gemeinden Bonzée-en-Woëvre, Mesnil-sous-les-Côtes und Mont-Villers zur neuen Gemeinde Bonzée.

## Sehenswürdigkeiten
- Kirche Saint-Brice, nach der Zerstörung im Ersten Weltkrieg 1924/25 wiedererrichtet